# Бэнбридж Таун
«Банбридж Таун» (англ. Banbridge Town FC) — североирландский футбольный клуб из города Банбридж, разделенного между  графствами Арма и Даун. «Банбридж Таун» основан в 1947 году, с 2005 года участвует в Первом дивизионе Северной Ирландии, заняв 2 место во Втором дивизионе сезона 2004/05.

## Достижения
- Первый дивизион
  - Победитель: 1955/56
- Межрегиональный кубок
  - Обладатель: 1985/86
- Кубок центрального Ольстера
  - Обладатель (5): 1948/49, 1949/50, 1958/59, 1973/74, 1979/80